# Tadla
Tadla är en slätt i Marocko.   Den ligger i regionerna Béni Mellal-Khénifra och Casablanca-Settat, 170 km söder om huvudstaden Rabat.